# Eltér József
Eltér József (Bozsok, 1812. december 4. – Székesfehérvár, 1877. október 15.) orvos, megyei főorvos.

## Élete
Atyja elemi tanító volt; a gymnasiumot 1823–1829-ig Pécsett, a bölcseletet 1829–1830-ban és az orvosi tanulmányokat 1831–1833-ig Pesten végezte; orvostudorrá 1840. január 9.-én avatták föl; ugyanezen évben József nádor Pest vármegye tiszteletbeli főorvosává nevezte ki; 1843-ban Cecén, Fejér vármegyében kezdette orvosi pályáját; 1844-ben azon megye tiszteletbeli főorvosa lett és 1846-ban Székesfehérvárt telepedett le.

## Munkái
- Dissertatio inauguralis. De morbilis. Budap, 1838.
- Törvényszéki orvostan, (medicina forensis) orvosok, seborvosok, birák és törvénytudósok számára. Pest, 1842.

Kézirati munkája: Értekezés a magyar nyelv szóejtéséről 1830.